# Ferme ECA 148
Le ferme ECA 148 est une ferme vaudoise situé sur le territoire de la commune de Gilly, en Suisse.

## Histoire
Située au centre du village, la villa est inscrite comme bien culturel suisse d'importance nationale.